# ぷよぷよシリーズの登場人物 (フィーバー以降)
本項では、ぷよぷよシリーズのうち、セガ製作の『ぷよぷよフィーバー』以降のシリーズより登場したキャラクターについて解説する。
これらのキャラクターは旧シリーズからのゲストキャラクターを除いて『魔導物語』シリーズには登場していない。なお、厳密には『フィーバー』シリーズではないが、『ぷよぷよ! 15th』、『ぷよぷよ7』、『ぷよぷよ!! 20th』、『ぷよぷよテトリス』、『ぷよぷよ!!クエスト』、『ぷよぷよクロニクル』、小説版などメディアミックス作品より登場したキャラクターも本項で解説する。
以下の各キャラクターに関する記述は、ぷよぷよフィーバーシリーズ以降からの視点に基いて記述する。登場作品名の()内は、プレイヤーキャラクターとしては登場しない作品の記載とする。
- フィーバー（主人公達 | フィーバーその他 | チュー!）| 7 | テトリス | クエスト | クロニクル ｜ メディアミックス | 魔導出身キャラ

## 『フィーバー』から登場するキャラクター
ぷよ（Puyo）
同色の“ぷよ”が周囲4方向にいる場合、それらは互いに繋がるという不思議な生き物。本作での正式名称は「ぷよぷよ」ではなく「ぷよ」である。

### メインキャラクター（フィーバー）
ここでは『フィーバー』のメインキャラクター枠に当たる2名を記載する。『フィーバー2』、『7』、『テトリス』のメインキャラクターについてはそれぞれの節を参照。
なお、『ぷよぷよフィーバー』シリーズの主人公達3名（以下のアミティとラフィーナ、『2』のシグ）の名前の綴りの頭文字は、『魔導物語A・R・S』の主人公のアルル、ルルー、シェゾと同じ「A・R・S」となっている。
アミティ（Amitie）
- 声：菊池志穂（日）/ エヴェリン・フイン（英・フィーバー）/ クリスティーン・マリー・カバノス（英・テトリス）
- 演：加藤里保菜（舞台『ぷよぷよ オンステージ』）

登場作品：フィーバー | チュー! | 15th | 7 | 20th | クエスト | テトリス | クロニクル | eスポーツ | テトリス2
タイプ：「バランス重視タイプ」 / テーマ曲：フェアリーフェアー!（15th）、Her dream is to be a fantastic sorceress（20th）
『フィーバー』シリーズの主人公で、プリンプタウンの魔導学校に通う明るい少女。一人称は「あたし」。
成績は初期作品では中の下ほどだったが、『チュー!』以降は0点を取るなど、天然キャラの描写が強くなっている。また、どんぐりガエルを「ケロティ兄さん」と呼んで生き別れの兄と言い張ったり、おにおんを弟にしようとしたりと、奇妙な言動が多い。その一方で『チュー!』において初対面のレムレスを誘拐犯と勘違いして警戒するなど、時にはしっかりとした一面を見せることもある。
『ぷよぷよ7』では主人公の座をあんどうりんごに譲っているが、それ以降も歴代主人公のアルル・りんごと共にストーリーのメインを担っている。
「赤ぷよ帽」を愛用しており、本人曰く「自分はこの子と運命を共にしている」とのこと。赤ぷよ帽は固着性で、二度と外すことができない形状となっている。しかし『チュー!』では「複数持っているから」という理由で赤ぷよ帽を譲ってくれる。シェゾ曰く「赤ぷよ帽」には特別な力が込められているとのこと。『7』以降の作品では、赤ぷよ帽の形状がニット帽のような形状に変化しており羽が付いていないが、『7』での変身時には『ぷよぷよ!』以前と同じ形状になる。
『ぷよぷよ!!』のストーリーでは、夢にうなされた後で赤ぷよ帽の秘密を知るために様々な人に聞いて回ったが、ウィッチに見せてもらった際に「強い何かを感じる」と評された。
第1作発売当初のゲーム雑誌にて、「女神の生まれ変わりだが、その力は複数の世界に散らばっている」という設定が公開された。しかし、現在のところ劇中でこのことを明確に示唆する描写は無く、アコール先生が彼女に秘められた力を感じているに留まっている。
amitiéはフランス語で「友好」の意。「アミーゴ」と同源。
5月5日生まれのおうし座。血液型はO型。特技はぷよを頭につむこと。好きなものは赤ぷよ帽、苦手なものはキノコや0点テスト、つまり勉強は苦手。ただし『ぷよぷよ!』において「学校だいすき〜! だって新しい魔導が覚えられるもん」と発言しており、少なくとも魔導学は嫌いではない様子。
『ぷよぷよ!!』では声違いキャラクターとしてりりしいこえのアミティが登場している。声以外はアミティと同じ。
英語版『ぷよぷよフィーバー』では「Get really real!」が口癖。
あかいアミティ（Red Amitie）
『ぷよぷよ!!』で登場したアミティのデザイン違い。先が太陽のような形をした大きな杖を持ち、赤ぷよ帽が一層大きくなった。表情は普通のアミティと同様だが、声が大人びており、口調も標準時より女性言葉がわずかに増え、魔法が強大になった。彼女はチャレンジ対戦での「チャレンジフィーバー」で勝負を挑んでくるほか、ショップで購入することでストーリー以外のプレイヤーキャラクターとして使えるようになる。フィーバーでの組ぷよパターンは通常のアミティと同じ。
キャラクターデザイン
『ぷよぷよ7』からセガの『ぷよぷよ』チームに参加している三瓶映は、アミティのデザインにあたり「とても元気でちょっと天然なイメージがあるので、それが表現できるようにしています。」と電撃オンラインの滑川けいととのインタビューの中で話している。また、三瓶はアミティの衣装デザインが作品によって異なることを認めている。
ラフィーナ（Raffine / Raffina）
- 声：並木のり子（日）/ ブレット・ウォルター（英・フィーバー）/ エリカ・リンドベック（英・テトリス）
- 演：木下彩（舞台『ぷよぷよ オンステージ』）

登場作品：フィーバー | チュー! | 15th | 7 | 20th | クエスト | テトリス | クロニクル | eスポーツ | テトリス2
タイプ：「とにかく大連鎖タイプ」 / テーマ曲：More beautifully!More strongly!（15th）、I'm Elegant, Graceful and Powerful !（20th）
『フィーバー』シリーズの主人公の一人。アミティとは同級生（『フィーバー2』では隣のクラス）で、当初は彼女を一方的にライバル視していたが、トレーニング相手として付き合うなど、仲自体は悪くはない。一人称は「私（わたくし）」。良家のお嬢様で、それ相応にお嬢様口調で話すが、怒ったり興奮すると口調が荒くなる。本来は努力家だが、プライドが高く、誰に対しても高飛車かつ高圧な態度をとる。また、ぞう大魔王を調教してペットにしようとするなど、大胆不敵な性格をしている。
先天的に自力で魔法を扱うことは出来ないが、その代わりに体術を得意とし、腰につけたポーチで体術の力を魔導力に変換している。このことをレムレスから指摘された際に動揺していたことから、ポーチで魔導力を補っていることはあまり公にしていないようである。
クルークとは当初から犬猿の仲であり、会う度に喧嘩が絶えない。
『ぷよぷよテトリス』ではフェーリ、ルルーと共に何者かに操られた状態で突如すずらん中学校に現れ、アミティに勝負を挑んでくる。対戦後は魔導学校に逃亡し、止めようとするシグを追い払おうとするが、再びアミティと勝負したことによって目覚めた。VSルールでのデフォルトはテトリスサイドに属している。
7月25日生まれのしし座。血液型はA型。特技は格闘。好きなものはエステ。苦手なものはないと本人は語るが、劇中ではバルトアンデルスを苦手としている描写がある。
raffinéはフランス語で「上品」や「洗練」の意。
『ぷよぷよ!!』では声違いキャラクターとしてこわがりなこえのラフィーナが登場している。
英語版『ぷよぷよフィーバー』では高笑いは「Oh-la-ti-dah!」と訳されている。
キャラクターデザイン
三瓶はラフィーナのデザインについて、イメージ崩壊防止の観点から、『クエスト』を除きシリーズを通しての衣装の変化は抑えるようにしている。その一方で、三瓶はラフィーナにはあらゆる髪型や衣装が似合うため、スタッフたちが着せ替えたがっているとインタビューの中で話している。

### その他（フィーバー）
クルーク（Klug）
- 声：園崎未恵（日）/ テッサリー・ラーナー（英・フィーバー）/ 不明（英・テトリス）
- 演：田上真里奈（舞台『ぷよぷよ オンステージ』）

登場作品：フィーバー | チュー! | 15th | 7 | 20th | クエスト | テトリス | クロニクル | テトリス2
タイプ：「自力で大連鎖タイプ」 / テーマ曲：ボクは誰よりもグレイトなのさ（15th）、Nebula step（20th）
メガネをかけているアミティ達の同級生。成績優秀な反面それを鼻にかけて、他の生徒らを見下している。イヤミな性格ゆえ周りからも変人扱いされることが多く、特にラフィーナからは「イヤなヤツ」呼ばわりされている。「うひゃひゃひゃひゃ」という独特の笑いが特徴。
プリンプ魔導学校の成績最優秀者に贈られる「秀才帽」をいつも被っている。また、手にしている本はプリサイス博物館内の図書館から借りたもので、返却と同時に貸出手続きを更新することで借り続けている。『ぷよぷよ!』にて館長のあくまからそのことを咎められても、自分はルールをきちんと守っており、この本と自分は一心同体だと主張して手放そうとはしなかった。
魔導師の先輩であるレムレスに憧れており、レムレスに恋するフェーリとは三角関係である。危険な魔法やダークな魔法に魅入られているようだが、「闇の魔導師」のシェゾには関心を示していない。
『ぷよぷよ!!』ではウィッチが作った「ヒ・ミ・ツのドリンク」を飲んで酔っぱらい、一騒動を起こす。また、「これ」や「メガネ」と呼ばれていることから、アミティたちに軽く扱われているようである。
『クロニクル』RPGモードではサブクエストとして登場するため、彼を仲間にしなくてもクリア可能となっている。異変を解決して有名になるため、レッティにあるガーマン山道を調査していたが、村の住民からは「迷子」扱いされている。見つけた際は「なぞぷよ」でりんごに勝負を挑んでくる。
klugはドイツ語で「賢い」「抜け目が無い」など、世俗的な賢さの意。
9月29日生まれのてんびん座。血液型はA型。特技はトランプで行うカードゲームで、好きなものは魔導研究。偉そうな奴が苦手。連鎖ボイスは天体関係のラテン語。
あやしいクルーク
#『フィーバー2【チュー!】』から登場するキャラクターの節を参照。
リデル（Rider / Lidelle）
- 声：並木のり子（日）/ ジョヴァンニ・ピコ（英・フィーバー）/ ローレン・ランダ（英・テトリス）

登場作品：フィーバー | チュー! | 15th | 20th | クエスト |（テトリス） | クロニクル | テトリス2
タイプ：「自力で連鎖タイプ」 / テーマ曲：リデルの秘かな夢（15th）、悩めるリデルの願い（20th）
アミティの同級生（『フィーバー2』では隣のクラス）である亜人間の少女。極度の恥ずかしがりやかつ、頭のツノを気にしており、普段は髪を団子状に巻いてツノを隠している。タルタルと仲が良いという設定があるが、作中ではそのような描写はほとんど見られない。常に敬語口調で話し、アミティのことは「アミさん」と呼んでいる。勘が鋭く、天気を当てたり探し物を探すのが得意。
自分と同じようにツノの生えた仲間を探しており、『ぷよぷよ!』からは角の生えているサタンの事を「お兄様」と呼びたがっている。『ぷよぷよ!!』では同じくツノの生えているドラコケンタウロスのことを「お姉様」と呼んでいる。
『15th』および『テトリス』ではシェゾやナスグレイブ、『20th』ではウィッチから「鬼娘」と呼ばれていたが、本人はその名前で呼ばれる事を嫌がっている。その一方で『15th』では悪気がないままに毒舌を吐き、しばしば相手の怒りを買っている。
『ぷよぷよ!!』ではクルーク同様、ウィッチが作った「ヒ・ミ・ツのドリンク」を飲んだ事で酔ってしまい、異常にテンションが高くなっていた。
『テトリス2』では発売当初はストーリーのみに登場するサブキャラクターだったが、2021年1月14日の第1弾アップデートにて、新たにプレイアブルキャラクターに追加された。
1月17日生まれのやぎ座。血液型はB型。特技はひとりあやとりで、ぬいぐるみが好き。苦手なものは海。連鎖ボイスは気象関係のイタリア語。
タルタル（Tarutaru / Tartar）
- 声：かわむら拓央 （日）/ マーク・アザレイ（英）

登場作品：フィーバー | チュー! | クエスト
タイプ:「こつこつジャブ攻撃タイプ」
アミティの同級生（『フィーバー2』では隣のクラス）で、警官の格好をした大柄な少年。スキンヘッドである。一人称は「オイ」で、九州弁で話す。語尾に「〜なんだな」が付く。体格とは裏腹に、のんびりとした楽天家な性格で争いごとが嫌いだが、怒ると暴走する。ラフィーナの匂いが分かる等、嗅覚も人並み以上に良い。リデルと仲が良いという設定があるが、作中ではそのような描写はほとんど見られない。
『フィーバー』では他の生徒が飛翔の杖を探しに出かけている中で留守番をしており、たまたま会ったラフィーナに一緒に留守番をするよう強要する。『チュー!』では授業中、後ろの席のラフィーナがやたらと自分の方を見るので、彼女のことを意識するようになっているが、当のラフィーナはタルタルの体が大きくて黒板が見えないだけである。また、彼女を無理やり号令の練習に付き合わせようとしていた。
『15th』ではアコール先生曰くお休みしているとのことで大会には出場せず、それ以降の本編作品には登場していない。
7月19日生まれのかに座。血液型はO型。特技はトリを寄せること。生き物全般が好きだが、蜘蛛は苦手。アミティ同様勉強も苦手。
アコール先生（Ms. Accord）
- 声：倖月美和 / アイリーン・トラップ（英・フィーバー）/ ウェンディー・リー（英・テトリス）
- 演：川上ジュリア（舞台『ぷよぷよ オンステージ』）

登場作品：フィーバー | チュー! | 15th | 20th | クエスト |（テトリス） | クロニクル | テトリス2
タイプ：「とにかく大連鎖タイプ」（フィーバー）→「自力で大連鎖タイプ」（チュー!以降） / テーマ曲：Cheerful surprise test（15th）、先生の授業ですよ（20th）
アミティ達の通う、プリンプ魔導学校の女性教師。眼鏡を掛けていて「飛翔の杖」を持っている。常にぬいぐるみ（？）の黒猫・ポポイを持ち歩いている。一人称は「先生」。
常にニコニコしていて穏やかかつおっとりした性格だが、ラフィーナをハンマーで殴って記憶を消したり、自身が作ったクッキーをレムレスに批評された際に、彼に対してわざと持ち合わせのシュークリームを渡さなかったりと腹黒い一面も持つ。
『フィーバー』では杖を紛失したと言って生徒らに杖探しを依頼するが、実際には杖は彼女の傍らにいるポポイが持っていたため、真の目的は不明。『チュー!』ではお客様の案内をアミティやシグに依頼する。以上、『フィーバー』2作品では「るんるんコース（初心者向けの練習モード）」の最終ボスを務めている。
『ぷよぷよ!』では大会の主催者で、自身を含む全員のエンディングにて優勝メダルを手渡す役で登場。また、じゅぎょうモードのナビゲーターを担当している。
『ぷよぷよ!!』ではサタン、カーバンクル、エコロらボスキャラクター勢と共に隠しキャラクターであり、条件を満たすと使うことができる。
2021年1月14日に『テトリス2』の第1弾アップデートにて、プレイアブルキャラクターに追加された。
2月12日生まれのみずがめ座。血液型はAB型。年齢は不明。好きなものはネコで、苦手なものは黒板引っ掻き。チョーク投げ（クレ・ランス）を得意としていて、『チュー!』以降では連鎖ボイスにもなった。料理はあまり得意ではない様子。
accordはフランス語で「和音」という意味。連鎖ボイスは『フィーバー』では音楽関係を意味するものが多かったが、『チュー!』以降では教師・学校関係を意味するものが多くなっている。
ポポイ（Popoi）
- 声：倖月美和 / 不明（英・フィーバー）/ カイル・エベール（英・テトリス）
- 登場作品：（フィーバー）|（チュー!）|（15th）|（20th）| クエスト |（テトリス） |（クロニクル）

テーマ曲：へっぽこ魔王最強伝説
アコール先生が操っている、腹話術の黒猫のぬいぐるみのようなもの。一人称は「ワガハイ」。アミティのみポポイが生き物と思い込んでおり、他の生徒はただのぬいぐるみだと思い込んでいる。アコール先生よりも上位の存在とも言われているが、アコール先生にハンマーにされて振り回されたり、魔法で投擲されたりしている。あくまとは古くからの知り合いの模様で、『ぷよぷよ!』ではあくまがアコールとポポイが何か企んでいるのではと怪しんでいた。
単体のプレイヤーキャラクターで登場するのは『フィーバー』のみ（当時は単なる「ポポイ」名義だが、後述の「くろいポポイ」の姿になって登場する）。『チュー!』以降はぬいぐるみ姿のポポイの状態のままでアコール先生とセットになっており、漫才デモではアコール先生に抱えられた状態のまま喋る。また、アコール先生のフィニッシュ技のひとつ「ポポイ・ランス」で投げられる。
『ぷよぷよ!!』では『ぷよぷよ!』でのおしゃれコウベに代わりショップを担当しており、「ポポイのまめちしき」でキャラクターに関する色々な豆知識を教えてくれる。
2月22日生まれのうお座。ネコパンチが得意。好きなものはアコール先生の持っている飛翔の杖で、苦手なものはミント。また『ぷよぷよ!』のじゅぎょうモードでのひとりごとでシャンプーが嫌いとも言っている。
くろいポポイ（Evil Popoi）
登場作品：フィーバー | クエスト
タイプ：「手堅くフィーバータイプ」
ポポイが変身した姿。シリーズ当初からこの姿は存在したものの特別な名称はなく、普段のぬいぐるみ姿の時と同じく単なる「ポポイ」と呼ばれていたが、『ぷよぷよ!!クエスト』にて独立した名称が付けられた。
「魔王」を自称しており、通常よりも何倍にも巨大化し、身体は黒くなり、目は黄色に変化する。下半身が無く、時々身体が消えかかったりしていることから、霊体のようになっている。
この姿では『フィーバー』での隠しキャラクター「ポポイ」として登場しており、事実上の最終ボス。「わくわくコース」「はらはらコース」に最終ボスとして勝負を挑んでくる。
さかな王子（Prince of Ocean / Ocean Prince）
- 声：若林直美（日）/ アリ・ジョンストン（英・フィーバー）/ エリン・フィッツジェラルド（英・テトリス）
- 登場作品：フィーバー | チュー! | 15th | 20th | クエスト |（テトリス）| クロニクル | テトリス2

タイプ：「フィーバーで逆転タイプ」 / テーマ曲：Prince of Ocean〜優雅なる放浪〜（15th）、Dignity of the Prince（20th）
自称「海の世界の王子」。本名「サアルデ・カナール・シェルブリックIII世」。ワガママで態度が大きく、王族特有の喋り方（カタカナ言葉）をする。自由を求めてオトモから逃げまわるお忍びの旅をしているにもかかわらず、自分が王子だと公言し、「しもべを連れて偉そうにしているのが王子として当然」のことと思っているため、会う人ごとに「シモベになれ」と勧誘してくる。特にシグは、一緒に旅して以降一番しもべ扱いしている。一人称は「余」。また、どんぐりガエルを「余の馳走」として食べ物扱いしたり、虫を美味しそうと思って一時シグの怒りを買ったりしている。
初代『フィーバー』時点では「オトモとはぐれ、魔法で魚の姿にされた」といかにも被害者かのように紹介されていたが、『チュー!』以降のストーリーでは自由を求めてオトモから逃げるため、レムレスに頼んで意図的に「魔法をかけてもらっていた」ことが判明した。
『チュー!』でラフィーナの依頼でレムレスに一度人間の姿に戻されてしまったが、シグと共に行動して「星のランタン」を入手し、再び魚の姿になった。しかし、その後海に帰ろうとした際に、突如現れたクジラに食べられてしまった。
『チュー!』以降は人間の時の姿が登場。人間時は髪の毛や衣装など全身ピンク色で、性格もハイテンションになる。『ぷよぷよ!』以降は大連鎖時に一瞬だけ魔法が解けて人間の姿で繰り出す技が加わった。『ぷよぷよ!!』では、人間の姿だったころは何不自由ない恵まれた生活で皆からちやほやされていたため、それにうんざりして一人で自由になりたくて城を抜け出し魚の姿にしてもらったことが語られている。
『クロニクル』RPGモードではサブクエストとして登場しており、特定の条件を満たせば仲間できるが、仲間にしなくてもクリア可能である。他の登場人物と同じように、不運にも暑い場所であるイエロームのある砂漠に飛ばされ、彼の適応する事が出来る場所を求めてさまよっていた。
2021年1月14日に『テトリス2』の第1弾アップデートにて、プレイアブルキャラクターに追加。
3月5日生まれのうお座。血液型はO型。特技はシモベづくり。好きなものはおしのび旅行、苦手なものは国の行事。
オトモ
#『フィーバー2【チュー!】』から登場するキャラクターの節を参照。
ユウちゃん（Yu）
- 声：仲西環 → 蓮田美紀（日）/ ジョヴァンニ・ピコ（英・フィーバー）/ シンディ・ロビンソン（英・テトリス）

登場作品：フィーバー | チュー! | 15th | 20th | クエスト |（テトリス）| クロニクル | テトリス2
タイプ：「手堅くフィーバータイプ」（フィーバー）→「フィーバーで逆転タイプ」（ユウちゃん&レイくん） / テーマ曲：ふたごユウレイは人気者デース!（15th）、アナタもわたしも楽しくユウレイ！（20th）
幽霊の少女であり、白いフードを被っていて、足は無い（その代わりに、尻尾がある）。空中に浮かんでいる。幽霊にもかかわらず常に明るくハイテンションで、オヤジギャグやクイズが大好き。生前の性格はレイくんと正反対で暗かったことが明かされているが、本人は生前のことは何も覚えていない。
初代『フィーバー』ではユウちゃんのみが単独で登場したが、『チュー!』以降のぷよぷよ勝負の際は、双子の弟のレイくんとコンビで「ユウちゃん&レイくん（Yu & Rei）」として二人一組で対戦する。姉弟では漫才のボケ役担当。なお、二人の名前を合わせると「幽霊」となる。
対戦時ではフィールドの左右端にぷよを積む『ユウちゃん積み』という戦法を使う（『ハーピー積み』とは似ているようで微妙に異なっている）。
幽霊でいることが楽しいため、『ぷよぷよ!!』以降は「通りかかる人をとりあえず幽霊にしよう」と洒落にならないことを実行しようとしており、性格が凶悪化している。
2021年2月4日の『テトリス2』第2弾アップデートにて、レイくんと共にプレイアブルキャラクターに追加。
6月9日生まれのふたご座。血液型はAB型。オヤジギャグの他にツッコミも好き。苦手なものはお札（『フィーバー』では喰らい強の時に苦手な札を貼られる描写がある）。
レイくん（Rei）
- 声：仲西環 → 蓮田美紀（日）/ シンディ・ロビンソン（英）

登場作品：チュー! | 15th | 20th | クエスト |（テトリス）| クロニクル | テトリス2
存在自体は『フィーバー』から公表されており、ゲーム中では『フィーバーチュー!』から登場。幽霊の男の子であり、ユウちゃんの双子の弟。姉のユウちゃんと違い非常に無口で、漫才のツッコミ役担当。
『チュー!』においてはレイくんの対戦中の連鎖ボイスが無かったが、『ぷよぷよ!』以降は彼の技として「ブルーウイスプカモーン」と反撃ボイス「リインカーネーション」が加わった。『ぷよぷよ!!』『クロニクル』ではフィーバー時のミスボイスも彼のものとなった。
生前はユウちゃんと性格が正反対で明るかった様子。何らかのショックで大切なことを忘れており、そのことで日々悩んでいる（忘れた記憶について、ドラマCDでは「生きている時に、何か見たような気がする」と語っている）。2人の生前について、あくまは「知らぬが仏」と称している。
6月9日生まれのふたご座。血液型はAB型。特技は冷たい反応。好きなものは氷で、苦手なものは犬。
『eスポーツ』の欧米版『Puyo Puyo Champions』のアイコン編集画面では彼の名前が先に表記されており「Rei & Yu」となっている。
おにおん（Onion Pixie）
- 声：並木のり子（日）/ エヴェリン・フイン（英・フィーバー）/ 不明（英・テトリス）

登場作品：フィーバー | チュー! | 15th | 20th | クエスト |（テトリス）|（クロニクル）
タイプ：「手堅くフィーバータイプ」 / テーマ曲：おにおんの森（15th）、武者修行おにおん（20th）
学校裏の森に生息している、一見するとタマネギのような鬼の一族。タマネギ科・オニ目に属し、学名はsubsp cepa（名前の由来はタマネギの英語名onionから）。ほとんどは「オーン!」と鳴き、一部の人にはその言葉がニュアンス程度なら理解できる。一人称は「オレ」。アミティからは可愛いと気に入られ、『15th』では彼女に弟扱いされそうになった事がある。しかし本人は「かわいい」という言葉が大嫌いであるため、冷たくあしらわれたりしている。
おに子（下記）とは恋人同士だが、『チュー!』のストーリー中彼女がシグ（の髪の毛）に一目惚れした際は、シグに激怒していた。『20th』ではおに子と復縁したが、そのことでシグのことを「おに子をたぶらかすプレイボーイ」として目の敵にしている。
『ぷよぷよ!!』でのストーリーでは、彼のモノローグを交えた展開がなされており、一人称は「オレ」で「タフでクールなハードボイルドガイ」を気取っている。また、「おにおん族の一個体」ということから、同キャラ（別個体のおにおん）でぷよ勝負をするステージが存在する。
『クロニクル』では「RPGモード」か「スキルバトル」限定で使用キャラクターとなっている。
9月29日生まれのてんびん座。血液型は秘密。特技は鬼ごっこで、好きなものはおに子。ゴゴットに狙われていることから、彼を苦手としている。このデータは上述の個体のもののようである。
おに子（Oniko）
- 声：並木のり子（チュー!、15th、20th、テトリス） / 前田ゆきえ（クエスト）

登場作品：（チュー!）|（15th）|（20th）| クエスト |（テトリス）
ゲーム中では『フィーバーチュー!』から登場。おにおん（上記の個体）のガールフレンドで、頭のリボンがチャームポイント。
プレイヤーキャラクターではなく、漫才デモなどに登場する。『ぷよぷよ!』では反撃時と喰らい強の時、『ぷよぷよ!!』では漫才デモとフィニッシュ5の時におにおんとセットで登場する。
『チュー!』のストーリー中、シグの髪の毛のアンテナに一目惚れした。『20th』でおにおんと復縁したが、おに子の方はシグに多少未練があるようである。
4月29日生まれのおうし座。血液型は秘密。特技はおにぎり作り。好きなものはシグの髪の毛で、苦手なものはスカートめくり。
どんぐりガエル（Donguri Gaeru）
- 声：若林直美 / アリ・ジョンストン（英・フィーバー）/ 不明（英・テトリス）

登場作品：フィーバー | チュー! | 15th | 20th | クエスト |（テトリス）|（クロニクル）
タイプ：「こつこつジャブ攻撃タイプ」 / テーマ曲：ぴょっこりケロケローン（15th）、ケロケロ☆ケケロッケ♪（20th）
どんぐり科 カエル目に属し、学名はQuercus rana。必ず水と木の両方がある場所に生息しているという、ドングリの笠を履いたカエル。一方、どこにでもいるという記述もある。基本的に飛び跳ねることで歩行しているが、宙に浮いている描写もある。
たくさんの仲間がおり、作中に登場する個体は、アミティに生き別れの兄と勝手に決められている。『15th』からはシェゾに可愛いと気に入られている。
さかな王子やレムレスから食べ物に間違われた事があり、食べ物扱いをするなどして怒らせると襲い掛かってくる。
勝負が始まるとすぐにフィールド右側にぷよを適当に高速で積み上げる、フィーリング積みを行うのが特徴的。これは同じくカエルをモチーフにしたキャラクターの「のほほ」のCOMに組み込まれていた「カエル積み」のシステムを継承している。
『クロニクル』では「RPGモード」か「スキルバトル」限定で使用キャラクターとなっている。
3月31日生まれのおひつじ座。血液型はAB型。特技は転がること。好きなものは口笛で、苦手なものは蛇。歌やどんぐりを口から飛ばしたり、ジャグリングのようにお手玉をするのも得意。
おしゃれコウベ（Oshare bones / Dapper Bones）
- 声：保村真（日）/ マーク・アザレイ（英）

登場作品：フィーバー | チュー! | 15th | クエスト
タイプ：「フィーバーで逆転タイプ」 / テーマ曲：待ち人をさがして
ファッションに口うるさいオカマのスケルトンで、「おしゃれなお店」を経営している。アミティの赤ぷよ帽を「ダサい」と評価している。
自分の前から消えた恋人を没後も待っている。本人の話によると、生前はブロンドの髪をしていたとのこと。
『チュー!』ではアイテムショップを経営しており、プレイヤーは彼の店でアイテムを購入することが出来る。
序盤で登場し、ぷよを回せない思考ルーチンだったが、『ぷよぷよ!』では回転を行うようになった。
12月24日生まれのやぎ座。生前の血液型はB型。特技はオシャレチェック。好きなものはナウな服で、苦手なものは酸っぱい思い出。名前の由来はお洒落＋しゃれこうべ。
ほほうどり（Hohow bird / Hoho）
- 声：かわむら拓央（日）/ マーク・アザレイ（英）

登場作品：フィーバー | チュー! | クエスト
タイプ：「とにかく大連鎖タイプ」（フィーバー）→「手堅くフィーバータイプ」（チュー!）
「ほほぅ」が口癖のピンク色の大きな鳥。「ほほうどり」は種族名だが、作中では彼しか見かけない。一人称は「おれっち」で、「〜ッス」が口癖。自分をヒーローだと思いこんでいる。目が悪いため眼鏡をかけているが、時々プリンプタウンの学校に激突したりしている。
『チュー!』では未完の塔（とことんぷよぷよがプレイできるコーナー）の建設に尽力している。
12月5日生まれのいて座。血液型はO型。特技はアートな建築。好きなものは街の平和で、苦手なものは月の無い夜。
こづれフランケン（Frankensteins / Frank & Stein）
- 声：保村真（日） / マーク・アザレイ（英）（親）
- 声：園崎未恵（日） / ブレット・ウォルター（英）（子）

登場作品：フィーバー | チュー! | クエスト
タイプ：「こつこつジャブ攻撃タイプ」
親子のフランケンシュタイン。おやフランケンはあるハカセが創作し、魔法のチカラで動かした人造人間。こフランケンは孤独を嫌ったおやフランケンによって作られたもの。こフランケンは喋れるが、おやフランケンは喋れない等、こフランケンのほうが比較的頭が良く、おやフランケンの言葉の通訳をすることもある。親子の絆は深い。
こフランケンは2月1日生まれのみずがめ座。血液型はO型。特技は電気工作。キャンディが好きなので虫歯が苦手。一人称は「おれさま」で、語尾に「〜にょ」が付く。偶然落ちたカミナリで動きだした。
おやフランケンは2月11日生まれのみずがめ座。血液型はO型。特技は工作。無口で無感情。好きなものは雷で、苦手なものはひとりぼっち。「フガフガ」「フンフン」と叫ぶ。こフランケンのわがままに振り回されながらも充実した毎日を送っている。

### 『フィーバー2【チュー!】』から登場するキャラクター
シグ（Sig）
- 声：渕崎ゆり子（日）/ ベンジャミン・ディスキン（英）
- 演：綾那（舞台『ぷよぷよ オンステージ』）

登場作品：チュー! | 15th | 7 | 20th | クエスト | テトリス | クロニクル | eスポーツ | テトリス2
タイプ：「フィーバーで逆転タイプ」 / テーマ曲：散歩の途中で（15th）、のんびりすすめ、ずんずん（20th）
『フィーバー2【チュー!】』から登場する、同作の主人公の一人。クラス替えでアミティと同じクラスになった少年。常にマイペースで無気力だが、大好きな虫のことになると本気を出すほか、普段はナーエの森で虫を集めている。りんごからは「ほのかにカブトムシの香りがするゆっくり系の少年」と言われている。
オッドアイで赤い左目と赤い異形の左手を持つが、そのことも自分も他人も大して気に留めていない様子。頭の触角のような2本の髪は、ことあるごとに動く。魂らしき青い生き物が体から出ていることがある。さかな王子から「三食昼寝散歩付きと、おまけにおやつ」と誘われ、意味も分からずにシモベとなった。『ぷよぷよ!!』では、デモなどで他のキャラクターが対戦する際に「ぷよ勝負！」と言う所を「ぷよで勝負だ」と話す。
連鎖ボイスは主に青に由来するものが多いが、フィニッシュ5の「ハイドレンジア」のみあやしいクルークと共通している。
公式ウェブサイトでは当初「ぷよぷよシリーズ初の男の子の主人公」と紹介されていたが、『ぷよぷよSUN』でシェゾが主人公の一人で、「ぷよぷよシリーズ初の男の子の主人公」というのは誤りであるため、「初登場の男の子の主人公」に修正された。
6月16日生まれのふたご座。血液型はB型。特技は目を開けて寝ること。苦手なものは幽霊や0点テスト。
sigは古代ノルド語で「戦い」の意。
『ぷよぷよ!!』では声違いキャラクターとしてしあわせなこえのシグが登場している。声以外はシグと同じ。
くろいシグ（Dark Sig）
『ぷよぷよ!!』で登場したシグのデザイン違い。左腕を含む全身が黒に近い青中心に染まっているが、目の色は通常のシグと同じである。さらに、左腕同様右腕も異形の形に変化している。チャレンジたいせんより「チャレンジぷよ通」で勝負を挑んでくるほか、ショップで購入することでストーリー以外のプレイヤーキャラとして使えるようになる。フィーバーでの組ぷよパターンは通常のシグと同じ。
フェーリ（Feli）
- 声：前田ゆきえ（日）/ エリン・フリッツジェラルド（英）

登場作品：チュー! | 15th | 7 | 20th | クエスト | テトリス | クロニクル | テトリス2
タイプ：「手堅くフィーバータイプ」 / テーマ曲：窓辺にて想うその名は…（15th）、秘めたる想い（20th）
『フィーバー2【チュー!】』から登場。プリンプタウンの隣町にあるエリート学校に通う少女で、レムレスの後輩にあたる。一人称は「あたし」。占いやまじない、黒魔術が趣味で、自分の世界に漬かり込んでいる。基本的に人の話は聞かない上、独特の話し方ゆえに、他者から話の中身を理解されないことが多い。
おまじないの腕前はそれなりに高く、『ぷよぷよ!』ではバルトアンデルスの企みを看破している。
ダウジング用のL字形のロッドを両手に持ち、黒色のゴスロリの衣装を着ている。
先輩のレムレスに恋しており、彼に近づこうとする人間は、その目的が何であろうと容赦はしない。たとえば、『ぷよぷよ!』においてはクルークがレムレスに憧れていることが判明した途端、強い嫌悪と敵対心を抱いている。それ以来、クルークとはレムレスを巡って三角関係になっている。このため、『ぷよぷよ!!』の対戦ルールの1つ「ペアでぷよぷよ」でクルークとダッグを組むと、勝利時のセリフが互いに毛嫌いしているものに変化する。
『ぷよぷよ7』ではラフィーナに対し、互いに高笑いと奇声のみで意思疎通をするという離れ業を見せ、りんごを唖然とさせた。
『ぷよぷよテトリス』ではラフィーナ、ルルーと共に何者かに操られた状態で突如すずらん中学校に現れ、スワップルールでりんごに勝負を挑んでくる。勝負後はプリンプタウンに逃亡、噴水広場で再会し、2回目の対戦後で目を覚ましたが、りんご自身は本当に目覚めたかどうかについてほとんど分からない状況だった。VSルールのデフォルトではテトリスサイドに属している。
連鎖ボイスは占星術に因んだものが多い。
11月13日生まれのさそり座。血液型はB型。きれいごとは嫌い。0点テストに弱いことから、勉強も苦手。「ぷよぷよテトリス」および「ぷよぷよクロニクル」では隠しキャラとして登場する。
しろいフェーリ（Angelic Feli）
『ぷよぷよ!!』で登場したフェーリのデザイン違い。背中に天使のような羽のついた白中心の衣装を身にまとっている。また声のトーンが普段より高くなり、口調も穏やかになっている。チャレンジたいせんの「チャレンジぷよぷよ」で勝負を挑んでくる。また、ショップで買うことでストーリー以外のプレイヤーキャラクターとしても使えるようになる。組ぷよパターンは通常のフェーリと同じ。
キャラクターデザイン
三瓶はフェーリのデザインについて、かわいらしさと恐ろしさを併せ持ちつつも、怖く見えないようバランスを意識しているとインタビューの中で述べている。
レムレス（Lemres）
- 声：山崎たくみ （日）/ ベンジャミン・ディスキン（英）

登場作品：チュー! | 15th | 7 | 20th | クエスト | テトリス | クロニクル | テトリス2
タイプ：「バランス重視タイプ」 / テーマ曲：ライジングコメット！
『フィーバー2【チュー】』から登場。『フィーバー2【チュー】』および「ぷよぷよテトリス」、「ぷよぷよクロニクル」では隠しキャラとして登場している。
プリンプタウンの隣町にあるエリート学校の生徒で、フェーリの先輩にあたる。常に目を閉じている。一人称は「僕」。光の属性・「彗星の魔導師」の異名を持つ優秀な学生魔導師であり、人を喜ばせることや笑顔が大好きなため、甘いお菓子のように幸せを振りまく光の魔導師を目指している。
実家はダークな魔法の名門の出だが、苦手なものとして「自分の家」を挙げており、今はあまり家に帰らず自由気ままに散策をしている。
甘いもの、特にパフェが大好きで、会う人にお菓子を振る舞うが、誘拐犯のような言動が多く、他の登場人物たちからは怪しまれている。
初出の『フィーバー2』では『わくわくコース』の最終ボスとして登場。プリンプ魔導学校に行こうとしていたところ道に迷ってしまい、アミティやシグと遭遇して道を尋ねるも、胡散臭い態度から誘拐犯と勘違いされた。
甘いものは好物であると同時に彼の魔力の源でもあるため、『ぷよぷよ!!』ではその甘いものに頼らない修行をしていたものの、枯渇した影響でどんぐりガエルが大きなあめ玉に見えてしまうほど幻覚を見るようになっていた。
『ぷよぷよテトリス』ではテト号の修復が完了した直後、プリンプタウンにもテトリミノが降っている事をりんご達に知らせている。テトリスのやり方を教わったティと対決した後、プリンプタウンまで一緒に行くことになるが、クルークと意識を取り戻したフェーリをなだめようとしたところで出番は終了となる。なお、VSルールでのデフォルトはテトリスサイドに属している。
『ぷよぷよ7』の「でかぷよラッシュ」時は白い服になっている。
『7』までは箒を持っていたが、『ぷよぷよ!!』以降は杖に変更されている。
一部の連鎖ボイスはフランス語の製菓用語。
8月25日生まれのおとめ座。血液型はA型。
キャラクターデザイン
ラフィーナ同様、『クエスト』を除き、シリーズ通して衣装の変化は抑えられている。
オトモ（Butler / Otomo）
- 声：菅沼久義

登場作品：（チュー!）|（15th）|（20th）| クエスト
さかな王子に教育係として仕えているお供で、一部の漫才デモのみにおいてサブキャラクターとして登場する。行方不明になった王子を探してプリンプタウンにやってきた。気が小さく頼りない人物だが、王子を想う気持ちは非常に強い。
『チュー!』では王子と再会はできたが、すぐに逃げられる。その後の王子とオトモの追いかけっこはプレイヤーに届く手紙で垣間見られる。その後何とか捕まえた様子。
『ぷよぷよ!』では対戦中、しばしばさかな王子の助太刀（食らいボイスと反撃ボイス）に入る。漫才デモには登場しないが、フェーリがさかな王子のことを「恐らくオトモ付き」と言ったことから、隠れて王子のことを見守っている模様。
『ぷよぷよ!!』では対戦中には出なくなったが、漫才デモに時々登場し、王子のことを心配して追っている。ウイッチに依頼して王子を捕まえるも、逃げられてしまった。
『ぷよぷよテトリス』では登場しないものの、さかな王子の台詞で名前のみ登場する。
4月17日生まれのおひつじ座。血液型はB型。特技はあみもの。好きなものは王子のアルバムで、苦手なものは王子のワガママ。
あやしいクルーク（Strange Klug / Possessed Klug）
- 声：園崎未恵

登場作品：チュー! | 7 | 20th | クエスト | テトリス2
タイプ：「バランス重視タイプ」（チュー!）→「自力で大連鎖タイプ」（7以降） / テーマ曲：紅き叫びの波動！
『フィーバーチュー!』に登場する、事実上の最終ボス。最強の黒幕。クルークが持っている本（封印の記録）に封印されていた魔物が、魔導アイテムの力によってクルークの体を乗っ取った姿。眼鏡を初めとする服装や髪の色が、普段のクルークとは異なるものになっている。アミティらにアイテムを取り返されて再度本に封印されたが、クルークは未だにこの本を手放していない。
6月16日生まれのふたご座。血液型はA型。掃除が得意。好きなものは読書で、苦手なものは封印の記録。本に封印される前は見るだけで身の毛がよだつような恐ろしい姿をしていた。
『フィーバーチュー!』では隠しキャラクターで別キャラクター扱いのため、組ぷよパターンは通常のクルークとは全く異なる独自のものになっている。
『ぷよぷよ7』では単体のキャラクターとしては登場しないが、クルークがでかぷよラッシュで「あやしいクルーク」の姿に変身することができる（ツモは変わらない）。
『ぷよぷよ!!』ではクルークのデザイン違いとして別個に登場し、チャレンジたいせんの「チャレンジなぞぷよ」で勝負を挑んでくる。ショップで購入することでストーリー以外のプレイヤーキャラとして使用できるようになる。ただし『ぷよぷよ!!』では『チュー!』とは異なり、他のデザイン違いのキャラクター同様に組ぷよパターンは普通のクルークと共通になっている。
2021年2月4日に『テトリス2』の第2弾アップデートにて、プレイアブルキャラクターに追加。
バルトアンデルス（Baldanders）
- 声：菅沼久義

登場作品：チュー! | 15th | クエスト
タイプ：「こつこつジャブ攻撃タイプ」 / テーマ曲：甲冑の番犬!?バルトアンデルス
通称「バル」。召喚実習の際、フェーリによって誤って異世界（アルル達とはまた別の世界。あくま曰く、どこか別の星）から召喚された、犬のような謎の生物。鉄仮面を被り、背中には小さな翼がある。巨体で容貌は少し怖いが、性格は人懐っこく甘えん坊である。また、鳴き声が異様に高い。アルルやおしゃれコウベとは仲がいい。
11月23日生まれのいて座。血液型はB型。特技はお手。好きなものはフェーリで、苦手なものはお留守番。
演技・キャスティング
アルルとクルークを演じた園崎未恵は電撃オンラインとのインタビューの中で、バルトアンデルスの演者である菅沼久義について言及し、「[前略]バルトアンデルスで激しく吠えたあとに、別のキャラをやるのは息がきれるので大変ですよね（笑）」と話している。
あくま（Akuma）
- 声：山崎たくみ

登場作品：チュー! | 15th | クエスト
タイプ:「とにかく大連鎖タイプ」 / テーマ曲：プリサイス博物館
首の浮いたクマのぬいぐるみのような姿をした老人で、首元に学問と知恵を意味するクローバーの勲章が付いている。プリサイス博物館（『フィーバー2』のゲーム上では、漫才デモを見たり音楽を楽しんだりできるコーナー）の館長を数千年前から務めており、プリンプタウンや魔導学校の警備も担っている。その一方、名前に反して悪魔ではない。台詞の語尾が必ず「ま」になる。興奮したり怒らせると「くま!」としか叫ばなくなり、主にぷよ勝負を持ちかけられると興奮する。また、クルークが館内の図書館から常に同じ本（封印の記録）を毎度返却日に返してはその日のうちに借り続けていることを快く思っておらず、「子供が放さないぬいぐるみと同じ」と評した。
『ぷよぷよ!』でポポイに近い「霊物（れいぶつ）」という存在だと明かされている。シグの赤い手やユウちゃんとレイくんの生前について何か知っている。ラフィーナからは年寄り扱いされている。
『ぷよぷよ7』では登場していないが、フェーリのだいへんしん時のちびぷよバージョンの際に、彼をモデルとした人形を持っている。
1月11日生まれのやぎ座。特技は骨董品集め。好きなものは古い本で、苦手なものはコーヒー。博物館で眠っていることが彼の秘密。
ゴゴット（Gogotte）
- 声：菅沼久義

登場作品：チュー! | クエスト
タイプ：「フィーバーで逆転タイプ」
『フィーバーチュー!』に登場。最近になってナーエの森に現れた謎の料理人。会う人会う人に謎の薬を飲ませようとすすめている。
過去に薬を作る際に失敗して身体が小さくなったが、それを生かして旅を続け、たどり着いたナーエの森に小屋を建てて勝手に住み着いている。ナーエの森にある植物、特にキノコをよく集めている。東方の異国からやって来たとのことで、口調に訛りが見られる。また肌色も他のプリンプの住人と比べ、褐色である。
10月1日生まれのてんびん座。血液型はAB型。特技は手料理。好きなものは蜂蜜、苦手なものは日光。

## 『7』から登場するキャラクター
『ぷよぷよ7』の新キャラクター3名（あんどうりんご、りすくませんぱい、ささきまぐろ）は、『魔導物語』の世界でも『フィーバー』のプリンプタウンでもなく、さらに別の世界である「チキュウ（地球）」出身となっている（エコロは異なる）。なお、それぞれの名字の綴りの頭文字は、『魔導物語A・R・S』の主人公達3名（アルル、ルルー、シェゾ）、『ぷよぷよフィーバー』シリーズの主人公達3名（アミティ、ラフィーナ、シグ）の名前の綴りの頭文字と同じ「A・R・S」となっている。
あんどうりんご（Ringo）
- 声：今井麻美（日）/ カサンドラ・リー・モリス（英）
- 演：河村唯（舞台『ぷよぷよ オンステージ』）

登場作品：7 | 20th | クエスト | テトリス | クロニクル | eスポーツ | テトリス2
タイプ：「フィーバーで逆転タイプ」 / テーマ曲：ぷよぷよのうた ゲームバージョン
『ぷよぷよ7』の主人公で、『ぷよぷよテトリス』のぷよぷよ側のメインキャラクター。
その後も主要キャラクターのひとりとして登場し、『ぷよぷよ!!』以降は狂言回しも兼ねている。
すずらん商店街に住む女子中学生で、物理部という名の「何でも部」に所属している。一人称は「私」。実家は八百屋「安藤青果」。成績優秀（理系）で頭の回転が速いが、自分にできないことや理解できない事があると対抗意識が出る。「なにはともあれ」が口癖。視力は5.0と極めて高く、昼間でもアンドロメダ星雲を確認できるほど。
人名を覚えるのを苦手としており、初対面の相手に対しては、見た目や特徴から適当なあだ名を付けて呼ぶ癖がある。
『クエスト』を中心として、初出の『7』ではぷよ勝負に対して「そういうお約束か」、『ぷよぷよテトリス』では「フラグ成立の予感！」など、メタフィクション的な発言も多い。
赤髪の縦ロールヘアが特徴。いつも片手に持っている林檎や髪飾りは、もともと祖母が使用していたものである。
不思議な光を浴びた事により、ぷよを4つ繋げて消す力を手に入れ、そこかしこに現れた色々な人たちとぷよ勝負をしている。
『ぷよぷよ!!』では、ストーリーを始める際に最初に選べるキャラクターは彼女のみである。本作ではりすくませんぱいの実験の失敗による爆発に巻き込まれ、まぐろ、りすくませんぱいと共にプリンプタウンへ飛ばされた。2人と合流した後は元の場所に戻る方法を探しつつ、しばらくプリンプタウンに残ることになったが、後にエコロによる騒動に巻き込まれるハメになる。
連鎖の決め台詞は数学用語で統一されている。
『ぷよぷよ7』での組ぷよパターンはユウちゃん&レイくんと同じだったが、『ぷよぷよ!!』では一新された。そのユウちゃん&レイくんについては、非科学的なものであることと、夜な夜な祖母から幽霊話を聞かされていたこともあって大の苦手である。
『ぷよぷよ!!』では声違いキャラクターとしておとなしいこえのりんごが登場している。声以外はりんごと同じ。
『ぷよぷよテトリス2』では、ボイスチェンジをかけても声色は変わらないが、代わりにまぐろ・りすくま・エコロの様々な台詞を真似して言うようになる。
キャスティング・演技
アイドルマスターシリーズの如月千早役などで知られる今井麻美がりんごを演じている。
今井は2014年の電撃オンラインとのインタビューのなかで、りんごを最初に見かけたときから変わった子という印象があったと話している。今井は、一見ほかのキャラクターと比べると普通に見えるが、中身は変人であると述べており、新作を収録するたびに新たな発見があり、奥深さにワクワクしていると話している。
初めての収録の際、今井はりんごの「調子が良くなると歌いだす」という特徴を表現するのに恥ずかしさを感じており、好きに歌ってほしいという指示をどうとらえればよいのかわからなかったと振り返っている。それでも、りんごを演じ続ける中でキャラクターへの理解が深まり、アドリブを入れられるようになったとも今井は話している。
ささきまぐろ（Maguro）
- 声：石狩勇気（日） / スパイク・スペンサー（英）

登場作品：7 | 20th | クエスト | テトリス | クロニクル | eスポーツ | テトリス2
タイプ：「こつこつジャブ攻撃タイプ」 / テーマ曲：魅惑の視線
りんごの幼馴染で、同級生の男子中学生。一人称は「ボク」。「すずらん商店街」に住んでおり、オサレ（お洒落）でマイペースな性格。独特な口調が特徴で、語尾に「〜☆」と付けるのが癖。魚屋の長男であり、りんごと同じく物理部に所属している。器用で一度ハマった物は何でもそつなくこなす為、スポーツ万能で料理も上手く、ドラマCDでも学校内で人気者の様子が伺われる。現在はけん玉がマイブームで、連鎖の決め台詞はけん玉の技名となっている。ゲームハードを収集しているが、デジタルゲームのみならずゲームブックなどのアナログゲームにも精通している。
『ぷよぷよ7』のストーリー終盤ではダークアルルに洗脳され（ただし、りんごに対する仲間意識は残っている）、りんご、サタンと対峙することになる。
『ぷよぷよ!!』ではりすくませんぱいの実験失敗によるフラスコの爆発に巻き込まれ、りんごやりすくませんぱいと共にプリンプタウンに飛ばされていた。どんぐりガエルの言葉が理解できるが、りんごは本当に理解できるのか疑問視している。ユウちゃんからは、目の隠しっぷりがレイくんそっくりと言われた。
紫色のマッシュルームヘアが特徴で、目は長い前髪の所為で見えない。りんご曰く「素顔は美しく整いすぎて、直視した者は男女問わず彼に惚れる」とのこと。ただし、りんごには「小さい頃からずっと一緒だし、美しくても今さら」という理由で効果がない。劇中でも、リデル・クルーク・すけとうだらが、まぐろの素顔の虜となった。りすくまにも過去に見せたことがあるようだが、りんごは「先輩でも危ない」と言っていた。『クロニクル』ではブルーオのはずれにある大氷河で1人でたたずんでいたが、寒さのために長い前髪が凍り付いて素顔が露わになっており、彼に近づいたりんご以外のほとんどが素顔の虜になって倒れた。
なお、『7』では、りんごからは主に「ささきまぐろくん」とフルネームで呼ばれていたが、『20th』では「まぐろくん」と名前で呼ばれるようになった。『ぷよぷよ7』での組ぷよパターンはどんぐりガエルと同じだったが、『ぷよぷよ!!』で一新された。
『ぷよぷよ!!』では声違いキャラクターとしてかっこいいこえのまぐろが登場している。
『ぷよぷよ7』では隠しキャラクターだが、『ぷよぷよ!!』以降は最初から使用可能。
キャラクターデザイン
まぐろについて、身近にいると楽しそうな人物であると説明しており、セッティングで意識していることについて「オシャレだけど、紹介では「オサレ」と書かれてしまうような少しズレた感じを大事にしています。」と電撃オンラインとのインタビューの中で話している。
りすくませんぱい（Risukuma）
- 声：小野健一（日）/ カイル・エベール（英）

登場作品：7 | 20th | クエスト | テトリス | クロニクル | eスポーツ | テトリス2
タイプ：「手堅くフィーバータイプ」 / テーマ曲：人生これ実験
文字通り、リスとクマを足して2で割ったような風貌をした謎の人物。一人称は「私（わたくし）」。りんごとまぐろの先輩にあたり、二人からは「リスせんぱい」（『ぷよぷよ!!』以降は「りすくませんぱい」または「りすせんぱい」）と呼ばれている。一度だけまぐろから略して「りせぱ」と呼ばれたが、気に入らなかったようで激怒している。3ヶ月前に実験の失敗で化学部の部室を破壊して以来、現在は物理部の一部を間借りしている。
彼の風貌はアミティ達から「見たことのない生き物」と評されている。「WEB漫才デモ」では非科学的な存在であるかのような描写がされている。
「愛」を探求しており、彼の連鎖ボイスには実験と愛に関係するものが多く、連鎖締めボイスは、色々な国の言葉で日本語に訳すと全て「愛しています」という意味になる。
『ぷよぷよ7』のストーリー終盤ではまぐろと共にダークアルルに洗脳され（ただし、まぐろと同じくりんごに対する仲間意識は残っている）、りんご、サタンと対峙することになる。
『ぷよぷよ!!』では、自身が行った実験により、りんごやまぐろと共にプリンプタウンへ飛ばされる。その後、ストーリーでは密かにお悩み相談室を開いていた。基本的に落ち着いて物事を対処するが、言動がはっきりしない者に対しては嫌悪感を抱いている模様。
『テトリス』ではマフラーをしており、同じエンジニアであるアイと意気投合し、テト号の修復をしていた。
『クロニクル』では、イエロームのはずれの砂漠で、行き止まりの道を調査しているところでアルル達と遭遇し、フェーリの物である落とし物を渡した。しかし、アルル達がフェーリを探しに出発した後、調査中にエコロとばったり会う。戻ってきたアルル達になぜかぷよ勝負をけしかけて敗北した後、アルル達の仲間に加わる。彼の一生懸命な姿勢を見たりんごからは「りすくま隊長」と呼ばれていた。
『ぷよぷよ!!』では声違いキャラクターとして、ロボットのようなボイスが特徴のうたがわしいこえのりすくませんぱいが登場している。
『ぷよぷよ7』での組ぷよパターンはおにおんと同じだったが、『ぷよぷよ!!』では一新された。
『ぷよぷよ7』では隠しキャラクターだが、『ぷよぷよ!!』以降は最初から使用可能。
キャラクターデザイン
三瓶はりすくませんぱいのデザインにあたり、彼の手にしているビーカーの中身や形状を毎回変えていると電撃オンラインとのインタビューの中で話している。
エコロ（Ecolo）
- 声：石田彰（日）/ スパイク・スペンサー（英）

登場作品：7 | 20th | クエスト | テトリス | クロニクル | テトリス2
タイプ：「自力で大連鎖タイプ」 / テーマ曲：Fly over the dimension
『ぷよぷよ7』における、事実上の最終ボスであり、登場する全ての作品で、隠しキャラクターとなっている。
影のような姿をした実体のない存在で、時間や空間をさまよって旅をしている、自称"時空の旅人"。『ぷよぷよ7』では黒一色の体に水色の顔パーツという姿だったが、『ぷよぷよ!!』以降は『7』で黒だった部分が紺に変更され目が小さくなり、時折表情が変化するようになった。一人称は「僕」。
りんごと同じく、初対面の相手に対して見た目や特徴から適当なあだ名を付けて呼ぶ癖がある。
『ぷよぷよ7』ではぷよを消す力のあるアルルの体を使って、世界をぷよで埋め尽くそうとする。その理由について「人の心や自然に少しでも優しい世界を作るため」と一時は説明したが、これは全くの嘘で、実際はただ皆を困らせたかっただけだった。アルルの体から出てきた後は、りんごの体に乗り移ろうとした。その後、世界をぷよで埋め尽くそうとしたが、りんご・アルル・アミティの3人によって倒された。
『ぷよぷよ!!』では最初に登場した際に生まれてからの記憶をほとんど失っており、サタンの城の近くでりんごを見てもあまり興味を示さなかった。その後はぷよ勝負をしていくうちに記憶が芽生える。物語の後半ではサタンの力を目当てに乗り移るが、サタンの魔力があまりにも膨大なために制御ができず、アルルやアミティ、りんご達の手によって倒される。最後はりんごに別れの挨拶を残し、別の時空へ旅立つ。
『テトリス』では、宇宙空間をさまよっているところを、「ぷよぷよ」と「テトリス」の世界が混ざり合う事件の犯人探しにやって来ていたりんご達に見つかり、鬼ごっこをして楽しんでいた。理由は不明だが、ティを恨んでおり、ぷよぷよで埋めようと企んでいた。ティと対決後は再び宇宙空間をふらついて行ったが、その後のエンディングではサタンと共に時空の果ての果てと地球につながる道を作り、自由に行き来できるようにするなど頼りになる一面が見られた。
『クロニクル』ではイエロームのはずれの砂漠で先行登場するが、その時はぷよ勝負を優先せず、行き止まりの道を調査していたりすくませんぱいに無理矢理勝負を挑ませた。その後はパープルーンのとある水道の中で再会し、アルル達と勝負。敗北後は「みんなを見ているとこれからもっと楽しくなりそうだから」という理由をつけ、仲間に加わる。物語の終盤では、アリィが身に付けているペンダントが実は彼の作った「ルーワのペンダント」であることが判明する。そのペンダントの力を発揮させた後は、りんごにもつけて遊ぶつもりだったと言っている。最終的にはサタンと協力して元の世界に帰る扉を作り、アルル達と共に帰って行った。
対戦時のグラフィックは、『ぷよぷよ7』では通常時がりんご、ちびぷよ時がフェーリ、でかぷよ時がクルークをそれぞれ黒一色にしたものだったが、『ぷよぷよ!!』では姿がエコロ自身になった。また、決め台詞は「ライヤー（ファイアー）」、「スウィンドル（コサイン）」、「フェイクスピーチ（アイスストーム）」、「ラブリートリック（フェアリーフェア）」、「イーミテーション（パーミテーション）」（いずれも「嘘」や「騙し」などに関係している）と、アルル、アミティ、りんごの決め台詞と発音が似ている。
『ぷよぷよ7』での組ぷよパターンはアコール先生と同じだったが、『ぷよぷよ!!』では一新された。
『ぷよぷよ!!』では声違いキャラクターとしてこわいこえのエコロが登場している。
かわったエコロ（Alter Ecolo）
『ぷよぷよ!!』の隠しキャラクターとして登場するエコロのデザイン違い。人間のような姿をしたエコロだが、正体は不明。テンションが高い。組ぷよパターンは普通のエコロと同じ。

## 『テトリス』・『テトリス2』に登場するキャラクター
『テトリス』のオリジナルキャラクターはいずれもテトリスの世界出身であり、スペースシップ「テト号」の乗組員。過去の『テトリス』シリーズには一切登場しない本作オリジナルのものである。なお、このキャラクター達は『テトリス』のキャラクターとしてデザインされており、版権は『ぷよぷよ』（セガ）側ではなく『テトリス』（テトリス・ホールディング）側の方にある。『ぷよぷよテトリス』のプロデューサー細山田水紀によると、セガから出すゲームに限らず『テトリス』の続編が出た際にそのソフト内で登場する可能性はあるとコメントしている。後に全員とも『ぷよぷよ!!クエスト』にコラボキャラクターとしてゲスト出演している。
ティ（Tee）
- 声：水原薫（日）/ マックス・ミッテルマン（英）

登場作品：テトリス | クエスト | テトリス2
『ぷよぷよテトリス』のテトリス側のメインキャラクター。
宇宙船「テト号」の艦長にして、若くしてテトリスの絶対王者に君臨するリーダー。薄紫色の髪の青年。一人称は「オレ」。真面目な性格の常識人で乗組員からの信頼も厚いが、個性的なメンバーの多い中で自分が少し地味であることを気にしている。ストーリー上は『テトリス』側のメインキャラクターにあたり、「アドベンチャー」モードでプレイヤーが最初に操作することになるのも彼である。
テト号のメンバーは名前の元になったテトリミノがデザインのどこかに付けられており、彼の場合は服の両肘と両膝の辺りに「Tミノ」が描かれている。時々ドーナツ状の円盤を手にしていて、勝負時は武器として使用している。
連鎖ボイスはテトリスの技がいくつか出てくる。
『ぷよぷよテトリス』のパーティーモード・とことんちびぷよでの組ぷよパターンは『20th』以降のりんごと同じ。ぷよテトミックスではりんごと異なるそれぞれ個別のものになっている（他のテト号メンバーも同様）。CPUの場合、アドベンチャーの序盤はホールド機能を使用しない（VSでは難易度を上げると使う）。
オー（O）
- 声：冨永みーな（日）/ シンディ・ロビンソン（英）

登場作品：テトリス | クエスト | テトリス2
ティの相棒にして、宇宙船「テト号」のマスコット的存在。「ピ」または「ビ」しか喋れないが、可愛らしい仕草でみんなを癒す他、様々な機能を搭載している。その容姿とのんきな性格からどことなくカーバンクルを連想させる。そのカーバンクルとは出会った時からすぐに息が合った。
黄色く丸い球体状の体の左右から手が生えた姿で、下半身が雲のようになっており、両耳が「Oミノ」の形状になっている。
『ぷよぷよテトリス』のパーティーモード・とことんちびぷよでの組ぷよパターンはおにおん、『7』のりすくませんぱいと同じ。CPUでぷよぷよの場合、ぷよを回さない。
エス（Ess）
- 声：堀江由衣（日）/ エデン・リーゲル（英）

登場作品：テトリス | クエスト | テトリス2
宇宙船「テト号」の乗組員を務める緑髪の女の子。一人称は「エス」。その可愛らしい見た目とは裏腹にかなりの毒舌家かつ我儘、加えて相当な負けず嫌い。ただし内弁慶な部分もあり、仲間のいない孤立した状況では泣き出すこともある。「パパ」はゼットのことであり、実父であるエックスに対しては何かと反抗的な態度で罵る。連鎖ボイスは美容関係の用語。
スカート系ワンピ。腰に「Sミノ」のデザインがあしらわれたベルトを巻いている。
『ぷよぷよテトリス』のパーティーモード・とことんちびぷよでの組ぷよパターンはリデル、『7』のドラコケンタウロスと同じ。
アイ（Ai）
- 声：泰勇気（日） / ジョー・J・トーマス（英）

登場作品：テトリス | クエスト | テトリス2
宇宙船「テト号」のシステム構築と点検を請け負うエンジニアを務める獣人の男性。犬（チワワ）のような風貌で、眼鏡をかけている。一人称は「ボク」。普段は知的で礼儀正しい紳士なのだが、ジェイ&エルのいたずらなどのちょっとしたことで怯えるほどのかなり臆病な性格で、その際は狭い場所に隠れて鳴きながらプルプル震える。テト号の修理を通じて同じ動物の姿を持つりすくませんぱいの技術力に感銘を受け、彼と意気投合する。なお、りすくま同様にこのような姿はティ達の世界でも普通ではない存在とのこと。
連鎖ボイスはりすくまと同じく、全く同じ意味の言葉を言語を変えて言うもので、彼の場合は「美しい」である。
ブーツに「Iミノ」が描かれている。
『ぷよぷよテトリス』のパーティーモード・とことんちびぷよでの組ぷよパターンはどんぐりガエル、『7』のまぐろと同じ。
ジェイ&エル（Jay & Elle）
- 声：美幸キャスリーン （日）/ ウェンディー・リー（英）

登場作品：テトリス | クエスト | テトリス2
宇宙船「テト号」の乗務員にして双子のきょうだいコンビ。双子の一人称は「ジェイ」「エル」。双子だけあってコンビネーションも抜群で、隙あればところ構わずいたずらを仕掛ける一方、敗北すると互いに互いを責める一面もある。薄紫髪で紺色の服を着ている方がジェイ、黄緑髪で臙脂色の服を着ている方がエルである。
連鎖ボイスは、左右対称や協力に関係するもの。
他のメンバー同様「Jミノ」、「Lミノ」が描かれているとのことだが、イラストでは服装にテトリミノのデザインは確認できない。なお、それぞれ指のポーズがジェイは「J」、エルは「L」のように曲げていることが多い。
『ぷよぷよテトリス』のパーティーモード・とことんちびぷよでの組ぷよパターンはユウちゃん&レイくん、『7』のりんごと同じ。そのためか、CPUの場合ぷよぷよに設定するとユウちゃん積みをする。逆に、『テトリス2』のアップデートで登場したユウちゃん&レイくんはユウちゃん積みをしなくなった。
ゼット（Zed）
- 声：綿貫竜之介 （日）/ ジョー・J・トーマス（英）

登場作品：テトリス | クエスト | テトリス2
宇宙船「テト号」の乗組員でハウスキーパーを務める大柄なロボット。世話好きで甲斐甲斐しいが外見がかなりいかつく、融通が利かない一面もあるため、初見ではアルルをビビらせた。エスに「パパ」と呼ばれ慕われているが、これはエスの実父でありゼットの設計者であるエックスが彼女の父親代わりになるようプログラムしたためである。
体の中央に大きく「Zミノ」が描かれている。連鎖ボイスは健康に関係するもの。
『ぷよぷよテトリス』のパーティーモード・とことんちびぷよでの組ぷよパターンはさかな王子と同じ。
エックス（Ex）
- 声：矢尾一樹（日）/ マシュー・マーサー（英）

登場作品：テトリス | クエスト | テトリス2
テトリスの先代王者。宇宙船「テト号」の先代艦長でもあり、ティがオーを通じてパトロールの報告をしていた人物。真面目で優しい性格。
現在は「時空の番人」として、常人では立ち入ることのできない「時空の果て」で、一人きりで様々な世界の境界線を保つ役目を持っているが、人々の記憶に残りにくい存在になることから、内心では自らの仕事に不安と寂しさを抱えている。
実はエスの父親であり、ゼットの設計者。しかし、当のエス本人がそれを知らないために彼女からは「だめだめ番人」「ただのかまってちゃん」などと言われ相手にされず、さらに「自分の代わり」として作ったゼットの方を「パパ」と慕っていることに落胆し、ゼットに「堂々と父親ヅラするな！」と嫉妬の目を向けている。また、幼少時代のアイを拾ったのも彼である。
図らずも「ぷよぷよ」と「テトリス」の世界が混ざり合う事件を起こした張本人で、「テトリス」における事実上の最終ボス。この為、隠しキャラとなっている。
テトリミノの形の名称と関係していないが、髪の毛に白い「X」の字が描かれている。タイトル背景にも同じものが描かれている。
『ぷよぷよテトリス』のパーティーモード・とことんちびぷよでの組ぷよパターンはアコール先生、『7』のエコロと同じ。
マール
- 声：河実里夏（日）/ ミーガン・ハーベイ（英）

登場作品：クエスト | テトリス2
ほわほわとした雰囲気の不思議な少女。登場当初は黒、ピンク、紫を基調としたワンピースを纏い黒い手袋をしており、目が黄色くジト目状でとげとげしい髪型の上に黒い雲状と稲妻の形の飾りをつけている。また、楽しいことを求めてさまよっているが、喋り方がおぞましく、出会った人を怖がらせている。
その正体は、あらゆる『セカイ』を見守っていた存在が意志を持ったもので、いわゆる『時空の意志』と呼ばれているもの。彼女自身は「時空を遥か彼方から見下ろす場所」に一人で暮らしていたが、その孤独感から、相棒として自身の体を削り取り、スクエアスを作り出したとされる。彼女自身の「楽しさ」と、スクエアスの「正しさ」それぞれを司り、スクエアスと共に『セカイ』を見下ろしていたが、ある時、あるはずのない2つの『セカイ』が混ざってしまう。マールはそのことを「楽しそう」とうらやましがったが、それを「正しくない」と思い始めたスクエアスに反感を買われ、力を奪われて操られてしまう。操られし姿のまま放浪し、その都度出会うりんごやアルル、アミティ、ティ達との勝負を繰り広げるが、勝負の「楽しさ」が次第に分からなくなり混乱、その後、本来の姿を取り戻す。
本来の姿は、白、水色、黄色を基調としたワンピースと白い手袋を身に着け、目が青くなりふわふわした髪型の上に白い雲状の飾りをつけている。本来の姿を取り戻した後も記憶はほとんどない状態であったが、スクエアスを追う手がかりを探すうちに徐々に取り戻し、最終的に主人公たちと共にスクエアスを止めに向かう。
ストーリーのメインキャラクターとして登場するが、ストーリーの都合上隠しキャラクターとなっている。また、ボイスチェンジが最初から解禁されており、ボイスチェンジを行うと本来の姿から操られた登場当初の姿に変更される。シリーズ初の一人二役のキャラクターである。名前の由来はぷよぷよの形を象徴する「丸」から。連鎖ボイスも丸や輪、球に関係するものである。
スクエアス
- 声：佐原誠（日）/ ゼノ・ロビンソン（英）

登場作品：クエスト | テトリス2
テーマ曲：All the power is here now…
きっちりとした雰囲気の不思議な青年。他のキャラクターに比べて背がとても高く、全体的に角ばった黒と白、赤の衣装と黒い手袋をまとい、紺色のボブ状の髪型に先端が水色に光ったアホ毛がある。髪は普段は短いが、本気を出した時は後ろ髪が急激に伸びてロングヘアーになり、まるで別人のような姿になる。
その正体は、「時空を遥か彼方から見下ろす場所」に長いこと暮らしていた意志を持ったマールが、その孤独感から自身の体を削り取って作り出されたもので、『セカイ』中の勝負が「正しく」行われているかを見守ってきた存在。マールの「楽しさ」と共に『セカイ』を見下ろしていたが、ある時上記の事件が起こった際にそれを「楽しそう」と思い込んだマールに反感を買い、力を奪って操り、「正しくない」ものを消すという横暴に出る。
マールが記憶を取り戻してもなお、「正しくない」ものを消すという策は進行しており、止めに入ったマールや主人公たちを「時空から遥か彼方から見下ろす場所」に引きずり込み、消しにかかった。なお、エックス達からは『時空のバグ』と呼ばれているが、本人はそれを主人公たちであると言い張る。また、マールから作り出されたばかりの存在であり、本人の「正しさ」をひたすら貫いたり、自分が強いと言い張るなど、精神的には幼いところがある。その強さを見せつけるべく主人公らに幾度の勝負をするが、敗北と説得に気を改めるようになる。その際に使わずにため込んでいた力が爆発して一時暴走状態になるが、最終的にティに抑えられ、力を解放され眠りにつく。
『テトリス2』における黒幕のため、最後に解禁される隠しキャラクター。名前の由来はテトリスの形を象徴する「四角」を意味する英語「square」から。連鎖ボイスも四角や箱に関係するもの。

## 『クロニクル』に登場するキャラクター
アリィ（Ally）
- 声：井上ほの花 / 伊藤千晃（クロニクルDLC限定）（日）/ キラ・バックランド （英）

登場作品：クエスト | クロニクル | eスポーツ | テトリス2
タイプ：「自力で連鎖タイプ」
絵本の中の異世界でお告げの勇者様を探している、冒険者の少女。緑ベースの衣装に緑色の瞳、オレンジ色のカーリー状の髪型をしており、紫色のペンダントを首から下げている。
この世の全ての物に愛情を注いでおり、愛や愛情の話になると途端にテンションが上がり落ち着かなくなる一面を見せる。また、「愛し合いましょう！」を口癖としている。
絵本の中に吸い込まれ、グリンプの森に星となって落ちていったアルルとカーバンクルに出会う間もなく、彼女たちをお告げの「勇者様」と決めつけた。その後はアルルやその仲間たちと共に各地を巡る事となる。
物語の終盤になると、時々胸の痛みやつかえを訴えたりする様子が見られ、カーラの塔内では特にそれが顕著に表れていた。
最も魔力が集まる玉座の間に到着するや否や、ペンダントが突如として光りだし、アリィと正反対の容姿、性格を持つラフィソルを目覚めさせた。実はアリィが身に付けているペンダントはエコロが別の世界で作り出したもので、ペンダントが自身の愛の力を吸い取ってラフィソルを生み出したとされており、エコロ曰く「ルーワのペンダント」と名付けられている。
愛の力を込めてラフィソルにぷよ勝負で勝利するも、アリィ自身の力を取り込まれ一時操られる状態に陥る。だが、アルル達の励ましによって意識を取り戻した。
エコロの力によってペンダントに戻され、邪悪な心が消えたラフィソルとはその後、ペンダントを通じて仲良くなった。
『テトリス2』ではアルルらとは直接出会うことはないものの、時空の遥か彼方から突如現れたマールとの出会いを通じ、アルルらに力を分け与えた。シリーズとしては初めての隠しキャラクターとなっている。
「フィーバー」ルール等における組ぷよパターンは過去作のおしゃれコウベ・スケルトンTと同じものだが、連鎖タイプは「自力で連鎖タイプ」になっている。
『クロニクル』発売日の2016年12月8日から2017年3月14日までの期間限定で配信される無料ダウンロードコンテンツを購入すると、プロモーションキャラクターに就任した伊藤千晃（当時AAAメンバー）のボイスに変更することができる。
小説版『アミティと愛の少女!?』では記憶喪失となっており、序盤でアリィを庇ったアミティを勇者として慕っている。
ラフィソル（Rafisol）
- 声：M・A・O（日）/ キラ・バックランド（英）

登場作品：クロニクル | クエスト | eスポーツ | テトリス2
タイプ：「自力で大連鎖タイプ」 / テーマ曲：私はうばう、何もかも！
アリィが身に付けている「ルーワのペンダント」から突如生まれた謎の少女。RPGモードのラストボス。
容姿はアリィに酷似しているが、紫ベースの衣装に赤紫色の瞳、水色のカーリーヘアー状の髪型、身に付けているペンダントは緑色となっており、アリィの肌以外の色をネガポジ反転させ、全体的により尖った形状にしたものとされる。
「愛」の力を持つアリィとは正反対であり、この世の全ての物を憎んでおり、いわゆる「無」の力を使い、世界全てを取り込もうとした「邪悪な存在」として描かれている。連鎖ボイスに関しても「リベレーションズ（liberations=解放）」「ハイド（hide=覆い隠す）」「スナッチ（snatch=奪う）」「テイクオーバー（take over=乗っ取る）」「ドミネーション（domination=支配）」「ディスオーダー（disorder=暴動）」といった、いずれもネガティブな意味を成している。
カーラの塔を進む途中で声のみ演出があり、最も魔力の集まる玉座の間で、アリィの愛の力も併用してペンダントからアルル達の前に姿を現す。この時からすでに彼女の暴走は始まっており、ぷよ勝負で敗北し力を一時失うも、アリィの愛の力を吸い取って操り、再び世界を取り込もうとした。しかし、アルル達の励ましによってアリィが目を覚ましたため、ことごとく失敗に終わり、力を完全に失った。
力がなくなったことで自分自身も消えかけるが、サタンの膨大な魔力の一欠片を受けたことによって体の消滅を免れ、さらにエコロの力でルーワのペンダントから自由に出戻りができるようになると同時に邪悪な心も消え去った。
エンディングでは、ルーワのペンダントの中でアリィに笑顔を見せている。エンディング後はカーバンクルと共に仲間になり、チームに加えることができるようになる。
「フィーバー」ルール等における組ぷよパターンは過去作のぞう大魔王と同じものだが、連鎖タイプは「自力で大連鎖タイプ」になっている。
『eスポーツ』では2020年8月27日の大型アップデートにより隠しキャラクターとして登場。キャラクター選択時にあるコマンドを入力することで使用可能。音声が再収録されており、『クロニクル』とは声質が微妙に異なっている。
『テトリス2』では2021年2月4日の第2弾アップデートより登場。
ラミットシリーズ
本作の最初のザコキャラクター。スライムのような姿で頭に2本のヘタがついており、ウサギのように跳ねて移動する。
ピュアミット以外の5色は『ぷよぷよ!!クエスト』にも登場する。
あかラミット
赤属性（攻撃特化）。
あおラミット
青属性（防御特化）。
みどりラミット
緑属性（MP特化）。
きいろラミット
黄属性（HP特化）。
むらさきラミット
紫属性（回復特化）。
ピュアミット
無属性。サブクエストのみ登場。おじゃまぷよのように白い。
ウィルウシリーズ
毛玉に顔と手足が生えたような姿で、ゴロゴロと転がって移動する。
ヒートウィルウ
赤属性。玉がマグマ。
アイスウィルウ
青属性。玉が氷。
グラスウィルウ
緑属性。玉が綿毛。
サンドウィルウ
黄属性。玉が砂土。
スパイクウィルウ
紫属性。玉がトゲ付き。
カメシリーズ
他の色違いキャラクターと違い、名前や姿がそれぞれ独自のものになっているが、共通してカメのような鈍い動きをする。
フォートル
青属性。青い甲羅にこもっており、サソリのような尻尾にもうひとつの顔がある。
ウッドル
緑属性。切り株の甲羅を背負っている。
カメスタ
黄属性。卵の入った巣を背負っている。
フォートリオン
無属性。サブクエストのみ登場。メタルな姿のフォートル。
ミミック
無属性。宝箱になりすましており、開けるとぷよ勝負になる。
ハムタスシリーズ
帽子をかぶった大きなハムスターのモンスター。プレイヤーが近づくと、飛びかかって来る。
ハムタス?以外の5色は『ぷよぷよ!!クエスト』にも登場する。
フレイムハムタス
赤属性。
アクアハムタス
青属性。
ウッドハムタス
緑属性。
サンドハムタス
黄属性。
ダークハムタス
紫属性。
ハムタス?
無属性。サブクエストのみ登場。帽子のデザインが他の5色と違う。
タンペンシリーズ
探検家風の衣装を着たペンギンのモンスター。
ファイアタンペン
赤属性。
ウォータタンペン
青属性。
エアロタンペン
緑属性。
サンダータンペン
黄属性。
バイオタンペン
紫属性。
サボタン
黄属性。サボテンのモンスター。主にイエロームでサボテンになりすましており（突起があるため、背景の本物のサボテンと判別は可能）、接近すると近付いてくる。
メーチャンシリーズ
魔法使いの三角帽子に顔と胴体が付いたようなモンスター。魔法の杖を持っており、ワープで移動する。
ルビーメーチャン
赤属性。
サファイアメーチャン
青属性。
エメラルドメーチャン
緑属性。
トパーズメーチャン
黄属性。
アメジストメーチャン
紫属性。
カピゾウシリーズ
カバに竜の翼が生えたような姿のモンスターで、ふわふわと飛びながらゆっくりと移動する。
カーマインカピゾウ
赤属性。
シアンカピゾウ
青属性。
ライムカピゾウ
緑属性。
ミモザカピゾウ
黄属性。
インディゴカピゾウ
紫属性。
カピスタフ
無属性。サブクエストのみ登場。白い体色に金色の翼を持つ。
カッチューシリーズ
全身鎧の騎士のようなモンスター。
アカッチュー
赤属性。
アオカッチュー
青属性。
ミドカッチュー
緑属性。
キカッチュー
黄属性。
ムラサキカッチュー
紫属性。
エビルリッター
無属性。サブクエストのみ登場。全身禍々しい色をしている。
ボスの影
2周目に登場するボスキャラクター達の影。ドラコケンタウロスからラフィソルまでの1周目のボス達18体と同じ姿をした影で、能力が大幅に強化されている。

## メディアミックス作品に登場するキャラクター
いずれも「角川つばさ文庫」に登場するオリジナルキャラクター。
タマ
登場作品「ぷよぷよ アミティとふしぎなタマゴ」
アミティが謎の森の中で金色のぷよぷよを追っているうちに見つけた卵から生まれた鳥の赤ちゃん。じつは強大な力を持つ巨大鳥の一族。
性別は不明。名前はアミティが「卵から生まれたから」という理由で「タマ」と名付けた（アミティは他に「タマティ」も候補に挙げていた）。
刷り込み効果でアミティに懐くようになり、アミティが育てる事になった。食べ物を食べたりトレーニングを積んだりして徐々に成長し、物語終盤で成鳥に成長。最後は故郷の里で静かに過ごすためアミティたちと別れた。ラストでは森に迷ったアミティたちに果物を与えた。
白い鳥
登場作品「ぷよぷよ アミティとふしぎなタマゴ」
タマの親にあたる巨大鳥の一族の鳥。試練の塔の屋上でアミティ達を待ちかまえ、タマとアミティ達との友情を確かめるため卵を奪いその力を利用するためタマを育てた悪者としてアミティ達に襲い掛かるが、結果としてタマの成鳥化につながった。根は優しい性格。
金色のぷよぷよ
登場作品「ぷよぷよ アミティとふしぎなタマゴ」
アミティが物語序盤で謎の森に迷っていた際に見つけた金色のぷよぷよ。アミティがこのぷよぷよを追った事がタマとの出会いに繋がる。
巨大おじゃまぷよ
登場作品「ぷよぷよ アミティとふしぎなタマゴ」
試練の塔に棲んでいる巨大なおじゃまぷよ。アミティたちを苦しめるが、最後はアルルとアミティの「ばっよえ〜ん」によって消滅した。
ウロボロス
登場作品「アミティと愛の少女!?」
封印の魔物で、赤と黒の2匹の蛇の姿をしている。2匹別々に名前は付いておらず、2匹で『ウロボロス』という名前である。アリィが落ちてきた白い扉の魔力を自分のものにするためにアリィを扉から追い出し封印していた。お互いに蘇生し合うことで永遠に倒されない強さを持っていたが、黒い蛇が赤い蛇を盾にしたことで口論となったため、アルル達に隙を突かれて倒される。倒された後はアリィや扉ごと消えていった。

## ぷよぷよフィーバーシリーズ以降に登場する魔導キャラ
以下は、過去の『魔導物語』シリーズならびにコンパイル開発の『ぷよぷよ』シリーズからのキャラクター（上記と重複もあり）で、「異世界からやって来た（飛ばされてきた）」という設定で登場。絵柄はいずれも旧作そのままではなく、『フィーバー』以降に準じたデザインに描き直されている。『ぷよぷよ!!』以降の作品で、他のキャラクター同様に絵柄が一部変更されている。
『フィーバー』及び『フィーバー2』ではアルルとカーバンクルのみ登場。『ぷよぷよ!』では初代『ぷよぷよ』から他のキャラクターも再登場し、アルルを除きそれぞれストーリーモードの4面か8面（最終ボス）に登場するようになっている。『ぷよぷよ7』では一部を除き「ぷよつかい」として登場する。
『ぷよぷよ!!クエスト』から登場する魔導キャラについては、ぷよぷよ!!クエストの登場人物を参照。
アルル（Arle）
- 声：園崎未恵 / 宇野実彩子（クロニクルDLC限定）（日）/アリ・ジョンストン（英・フィーバー）/ エリカ・メンデス（英・テトリス）

登場作品：フィーバー | チュー! | 15th | 7 | 20th | クエスト | テトリス | クロニクル | eスポーツ | テトリス2
タイプ：「バランス重視タイプ」（フィーバーのみ）→「自力で連鎖タイプ」（チュー!以降） / テーマ曲：時空を超えて久しぶり!（「THEME OF PUYOPUYO」のアレンジ）
コンパイル開発の『ぷよぷよ』シリーズの主人公。フィーバーシリーズ以降も、レギュラーで登場している。『『フィーバー』以降の作品では名前は「アルル」のみで表記されており、旧作のように「アルル・ナジャ」とフルネームで表記されたことは無い。
フィーバーシリーズでは、遠い異世界からプリンプタウンに飛ばされてきた魔導師見習いの少女という設定となっており、自身はぷよ勝負をしていれば、いずれは元の世界に戻れるだろうと思い込んでいる。『ぷよぷよ!』では優勝メダルにこのことを願ったが、後のシリーズでは反映されていない。
「ぷよぷよ7」ではエコロに体を乗り移られ、ダークアルル（後述）と化すが、最終的にはりんごに助けられて元に戻る。
『テトリス』ではカーバンクルとの2人組である「アルル&カーバンクル」として登場している一方、続編『テトリス2』ではアルルとカーバンクルが分割され、別々のキャラクターで登場している。
『クロニクル』ではRPGモードの主人公を務める。同作では空から落ちてきた絵本の中に吸い込まれ、その異世界で出会った少女アリィから一方的に「勇者様」と決めつけられ始めは戸惑っていたが、その後はアリィや他の仲間たちと共に各地を巡ることとなる。2017年3月14日までの期間限定で配信されていた無料ダウンロードコンテンツを購入することによって、同作のプロモーションキャラクターを務めたAAAの宇野実彩子のボイスに変更することが可能。
『eスポーツ』では大型アップデート後のキャラクターセレクトでアルルにカーソルを合わせて特定のコマンドを入力することで、『クエスト』で登場する「戦乙女アルル」が使用できる。仕様はアルルと同じ。
ダークアルル（Dark Arle）
- 声：園崎未恵

登場作品：7 | クエスト
タイプ：「自力で連鎖タイプ」
『ぷよぷよ7』で登場。隠しキャラクター。エコロに身体を乗り移られたアルル本人。世界の七不思議スポットに7人のぷよ使いをけしかけ、りんごとぷよ勝負させることで空間の歪み的なものを広げ、世界をぷよで埋め尽くそうと企む。
なお、彼女につきまとうカーバンクルも凶悪な表情を浮かべているが、正気に戻ったアルルによって単なるノリだったことが判明している。
カーバンクル（Carbuncle）
- 声：仲西環 → 金田朋子（日） / エリン・フィッツジェラルド（英・テトリス）

登場作品：フィーバー |（チュー!）|（15th）| 7 | 20th | クエスト |（テトリス） | クロニクル | eスポーツ | テトリス2
タイプ：「バランス重視タイプ（?）」（フィーバー）→「とにかく大連鎖タイプ」（7以降） / テーマ曲：みんなで対戦！朝までぷよぷよ（「魔導の塔で対戦だよぷよぷよ通〜さいしょのおんがく」のアレンジ）
黄色い体で、額に赤い宝石を持つ不思議な生き物。相棒のアルルと同じく、初代ぷよぷよからのレギュラーキャラクター。
サタン（Satan / Dark Prince）
- 声：逢坂力（日）/ ザンダー・モーブス（英）

登場作品：15th | 7 | 20th | クエスト | テトリス | クロニクル | eスポーツ | テトリス2
タイプ：「自力で大連鎖タイプ」 / テーマ曲：プリンプに降臨! サタンさま（15th、「FINAL OF PUYOPUYO」のアレンジ）、Creator of the Puyopuyo hell（20th）
『ぷよぷよ!』から登場しており、『ぷよぷよ7』と『eスポーツ』以外は、全て隠しキャラクターとして登場している。
ぷよ地獄の創始者で、魔界の貴公子を自称する。アルルと行動を共にするカーバンクルを溺愛しており、アルルにも執着している。
ルルー（Rulue）
- 声：近藤佳奈子（日）/ キラ・バックランド（英）

登場作品：15th | 7 | 20th | クエスト | テトリス | クロニクル | eスポーツ | テトリス2
タイプ:「とにかく大連鎖タイプ」 / テーマ曲：格闘女王ルルー様（15th）、恋する最強格闘女王（20th）
『ぷよぷよ!』から登場。サタンの后になりたいという意向から、恋敵のアルルに一方的に敵意を燃やす格闘女王。
旧作品では裸足だったが、『ぷよぷよ!』以降はサンダルを履いている。
『ぷよぷよ!』、『クロニクル』では隠しキャラクター。それ以外の作品では最初から使用可能。
『ぷよぷよ!!』では声違いキャラクターとしてねむそうなこえのルルーが登場している。声以外はルルーと同じ。
シェゾ・ウィグィィ（Schezo Wegey） / シェゾ（Schezo）
- 声：森田成一（日）/ ベン・レプリー（英）

登場作品：15th | 7 | 20th | クエスト | テトリス | クロニクル | eスポーツ | テトリス2
タイプ：「自力で大連鎖タイプ」 / テーマ曲：I want! you!...r power...!（15th）、The gorgeous man who defile the God（20th）
『ぷよぷよ!』から登場。アルルの力を狙う闇の魔導師。コンパイル時代と同様に誤解を招く発言が多く、旧作のメンバーのみならずプリンプタウンやチキュウの人々からも「ヘンタイ」呼ばわりされて警戒されているが、あくまからは悪人ではないとみなされている。また、本シリーズでは可愛い生き物（どんぐりガエルやおにおんなど）好きで盲愛するという一面や、美少年であることが強調されている。
『ぷよぷよ!』ではアルルとは異なり、彼は「シェゾ」表記だけでなく旧作同様の「シェゾ・ウィグィィ」とフルネームでも表記され、『7』では名前表記こそ「シェゾ」だがゲーム中の台詞では「シェゾ・ウィグィィ」と名乗ることがあったが、『ぷよぷよ!!』以降は単に「シェゾ」のみの表記になっている。一人称は「オレ」。
アミティのかぶっている「赤ぷよ帽」に特殊な力があることを知っている。初対面のあくまに対して、誰だと問いかけると「あくま」と返ってきたため悪魔と勘違いし、サタンへの土産にしようとしたこともある。
『ぷよぷよ!』をベースとしたパチスロ版では、ミルク抜きのコーヒーが飲めない一面を見せている。
『7』での「だいへんしん」では「ちびぷよ」では胸元にリボンが付き、「でかぷよラッシュ」では好青年になる。
『ぷよぷよ!!』では静寂を好み、プリンプにある水晶の洞窟で暮らしている。レムレスのストーリーでは無意識にウェディングケーキを焼き上げる才能も見せた。
『ぷよぷよ!!』では声違いキャラクターとしてつめたいこえのシェゾが登場している。声色のみならず一部の台詞が変わっており、例として決め台詞の「お前がほしい」が「貴様がほしい」に変更されている。
『クロニクル』では、RPGモードの物語後半に登場している。とある事故をきっかけに水道に落ち、ある地下道の巨大な宝箱の中で生活をしていた。
『ぷよぷよ!』、『テトリス』、『クロニクル』では隠しキャラクター。『ぷよぷよ7』、『ぷよぷよ!!』、『eスポーツ』、『テトリス2』では最初から使用可能。
衣装のデザインは『わくぷよ』に近い紺を基調としたデザインが採用されているが、 『クエスト』に登場するクールなシェゾは、『ぷよぷよSUN』以前や『ぷよぷよBOX』における「ぷよぷよSUNスタイル」のような白を基調としたデザインになっている。
すけとうだら（Suketoudara）
- 声：菅沼久義（日） / 不明（英）

登場作品：15th | 7 | 20th | クエスト | テトリス | クロニクル | eスポーツ | テトリス2
タイプ：「フィーバーで逆転タイプ」 / テーマ曲：Let's dancing together!（15th）、妖しいダンスシューズ（20th）
『ぷよぷよ!』から登場。手足のはえた魚で、常にテンションが高く、ダンスを生きがいとしている。
ドラコケンタウロス（Draco Centauros）
- 声：名塚佳織（日）/ ウェンディー・リー（英）

登場作品：7 | 20th | クエスト | テトリス | クロニクル | eスポーツ | テトリス2
タイプ：「自力で連鎖タイプ」 / テーマ曲：Let's play with a rival!（「ライバルとあそぼう」のアレンジ）
『ぷよぷよ7』から登場。一人称は「あたし」。半竜半人の少女。愛称は「ドラコ」。
ウィッチ（Witch）
- 声：佐倉薫（日）/ ローレン・ランダ（英）

登場作品：（7）| 20th | クエスト | テトリス | クロニクル | eスポーツ | テトリス2
タイプ：「フィーバーで逆転タイプ」 / テーマ曲：Darkness of puyopuyo2（「魔導の塔で対戦だよぷよぷよ通〜くらやみ」のアレンジ）
見習い魔女。『7』でモブキャラクターとして登場した後、『ぷよぷよ!!』にて『みんなでぷよぷよ』から約10年ぶりにプレイヤーキャラクターとして復活した。
ハーピー（Harpy）
- 声：種田梨沙

登場作品：（7）| クエスト |（クロニクル）| eスポーツ | テトリス2
タイプ：「フィーバーで逆転タイプ」
翼を持つ少女。『7』ではウィッチ同様プレイアブルキャラクターではなく、漫才デモで美少女コンテストに参加するモブキャラクターの一人として登場している。
歌うことが好きだが、酷い音痴で、「聞く者が耐えられず逃げ出す」と評されていることから、『ぷよぷよSUN』や『わくぷよ』に近い設定になっている。悠長なオペラ口調で話し、のんびりとした天然ボケな性格。
『クロニクル』では「RPGモード」か「スキルバトル」限定で使用キャラクターとなっている。彼女にまつわるとあるサブクエストをクリアすると仲間になる。
『eスポーツ』で初めてフィーバー以降のプレイアブルキャラクターとなる。同作での組ぷよパターンはユウちゃん&レイくんと同じ。
『テトリス2』では2021年3月4日のアップデート第3弾よりプレイアブルキャラクターとして登場。
ナスグレイブ（Nasu Grave）
- 声：保村真

登場作品：15th | クエスト
タイプ：「こつこつジャブ攻撃タイプ」 / テーマ曲：どいつもこいつもおたんこなぁ〜っす
ナスの魔物で、 『ぷよぷよ!』にて、隠しキャラクターとして登場した。さみしがりな性格で、彼女連れのおにおんに嫉妬したりもする。アミティと対面した際はプリンプタウンをプリンの一種と勘違いしたため、アミティにプリンプタウンを食べに来た魔物と勘違いされた。
ぞう大魔王（Zoh-Daimaoh）
- 声：安元洋貴

登場作品：15th | クエスト
タイプ：「手堅くフィーバータイプ」 / テーマ曲：ぞう大魔王なんだぞぅ
『ぷよぷよ!』にて、隠しキャラクターとして登場。大魔王を自称するゾウで、ただ単に「ゾウ」と呼ばれると怒る。地面を揺らすぷよの置き方は健在。
おだてに弱く、興奮すると激しい怒りを見せる。一方で、仏の心を自称するほど心優しい性格をしており、のどかな平穏や小鳥のさえずりを好む。性別はオスだが、本来は女ものの衣装であるサリーとビンディーを着用していたため、おしゃれコウベからメスと勘違いされた。
スケルトンT（Skeleton T）
- 声：小野健一

登場作品：7 | クエスト
タイプ：「フィーバーで逆転タイプ」
日本茶をこよなく愛する骸骨の魔物。『ぷよぷよ7』にて、隠しキャラクターとして登場した際は赤、青、黄の三人一組で行動している。一方、『ぷよぷよ!!クエスト』では『7』の赤の姿に近いものが青の衣装を着て、旧作のように単体で登場している。
セリリ（Serilly）
- 声：佳村はるか

登場作品：クエスト |（クロニクル）| eスポーツ | テトリス2
タイプ：「フィーバーで逆転タイプ」
人魚の少女。気弱で被害妄想の激しい性格で、近づく人は自分をいじめるつもりだと思い込んでいる。その一方で、友達になってくれる人を求めている。また、誰もが人魚の肉を食べると不老不死になるという伝説を信じていると思い込んでいる。
『クロニクル』では「RPGモード」か「スキルバトル」限定で使用キャラクターとなっている。彼女にまつわるサブクエストをクリアすると仲間になる。
『eスポーツ』で初めてフィーバー以降のプレイアブルキャラクターとなる。同作での組ぷよパターンはさかな王子と同じ。
2021年2月4日に『テトリス2』の第2弾アップデートにて、プレイアブルキャラクターに追加された。
ラグナス（Ragnus）
- 声：三木晶

登場作品：クエスト |（クロニクル）| eスポーツ | テトリス2
タイプ：「こつこつジャブ攻撃タイプ」
異世界の勇者。本来は青年だが、呪いで幼い子供の姿になっており、経験値を貯めてレベルアップすると一時的に本来の姿に戻る。